# Mercado de Olavide
El Mercado de Olavide fue un mercado municipal de la ciudad española de Madrid enclavado en la plaza que le dio nombre, en el barrio de Chamberí. Fue diseñado por el arquitecto Francisco Javier Ferrero Llusiá en el año 1934 y sustituyó al pequeño mercado que había sido instalado en las postrimerías del siglo xix aprovechando parte del armazón de hierro rescatado de la demolición del viejo mercado de la Cebada, para los abastos de venta de fruta, verdura y hortalizas..

## Arquitectura
Francisco Javier Ferrero era arquitecto municipal, y esta obra se enmarca dentro del plan de dotaciones (colegios públicos, mercados, hospitales, Ciudad Universitaria de Madrid, etc.) con que los diversos organismos gubernamentales de la Segunda República Española (1931-1939), trataban de paliar la falta de equipamientos existente. La licitación o subasta de las obras de construcción se anunció por un importe de 1 656 800,74 pesetas.
Era un edificio de forma poligonal, constituido por una serie de prismas octogonales que se iban escalonando, hasta concluir en un gran patio central, último prisma que aseguraba la ventilación cruzada. Estaba construido en un estilo racionalista y funcional «...con un lenguaje neoplástico en planos cortados, enfáticamente geométricos». La preocupación de su autor por las 'nuevas tecnologías' quedó de manifiesto por el empleo de pilastras y vigas de gran canto de hormigón armado para salvar los grandes vanos.

## Demolición

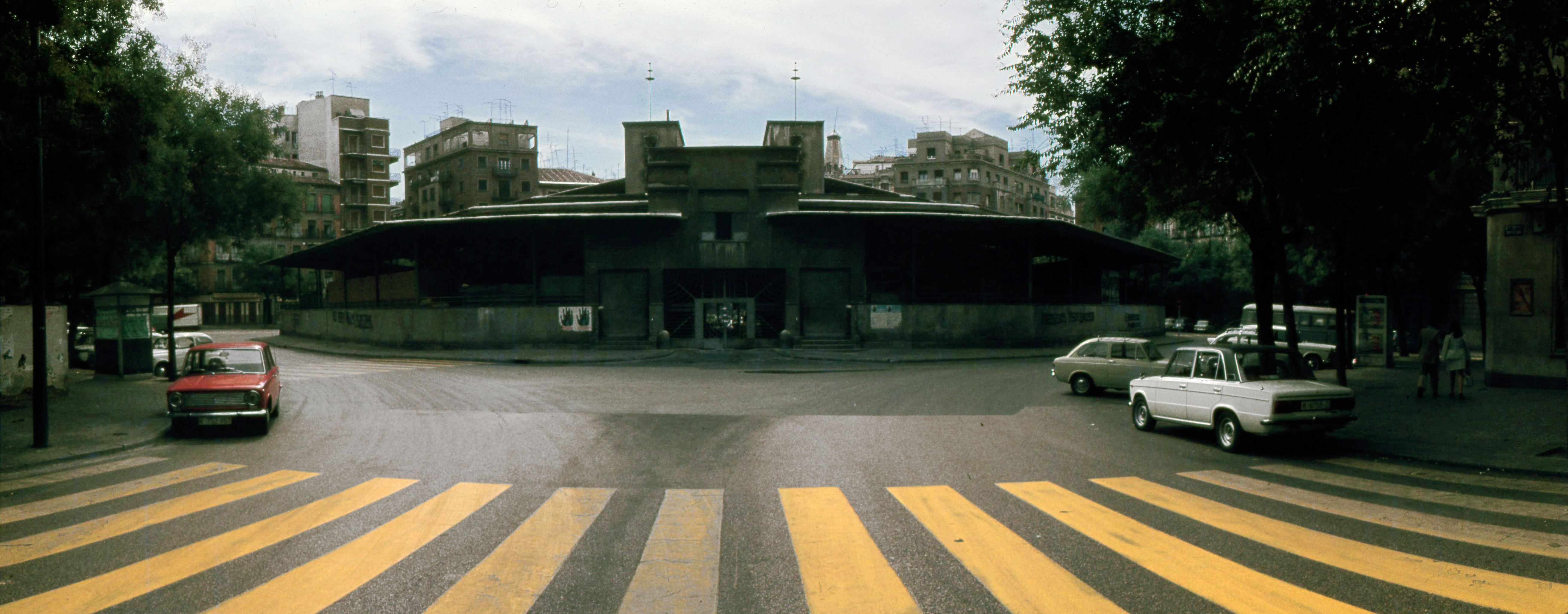
Vista del mercado poco antes de su demolición

Su demolición mediante voladura controlada, el 2 de noviembre de 1974, fue acompañada de una gran polémica entre los que opinaban que su modelo de mercado estaba obsoleto y el edificio muy deteriorado por el paso del tiempo y los que proponían su recuperación, entre ellos diversos miembros del Colegio Oficial de Arquitectos de Madrid, que en 1976 encargó al director de cine Antonio Artero el documental Olavide, documental. El espacio que ocupaba fue sustituido por una plaza con parterres de arbustos y una fuente, un paso subterráneo para la calle de Trafalgar y un aparcamiento municipal.